# Scratch (wielrennen)

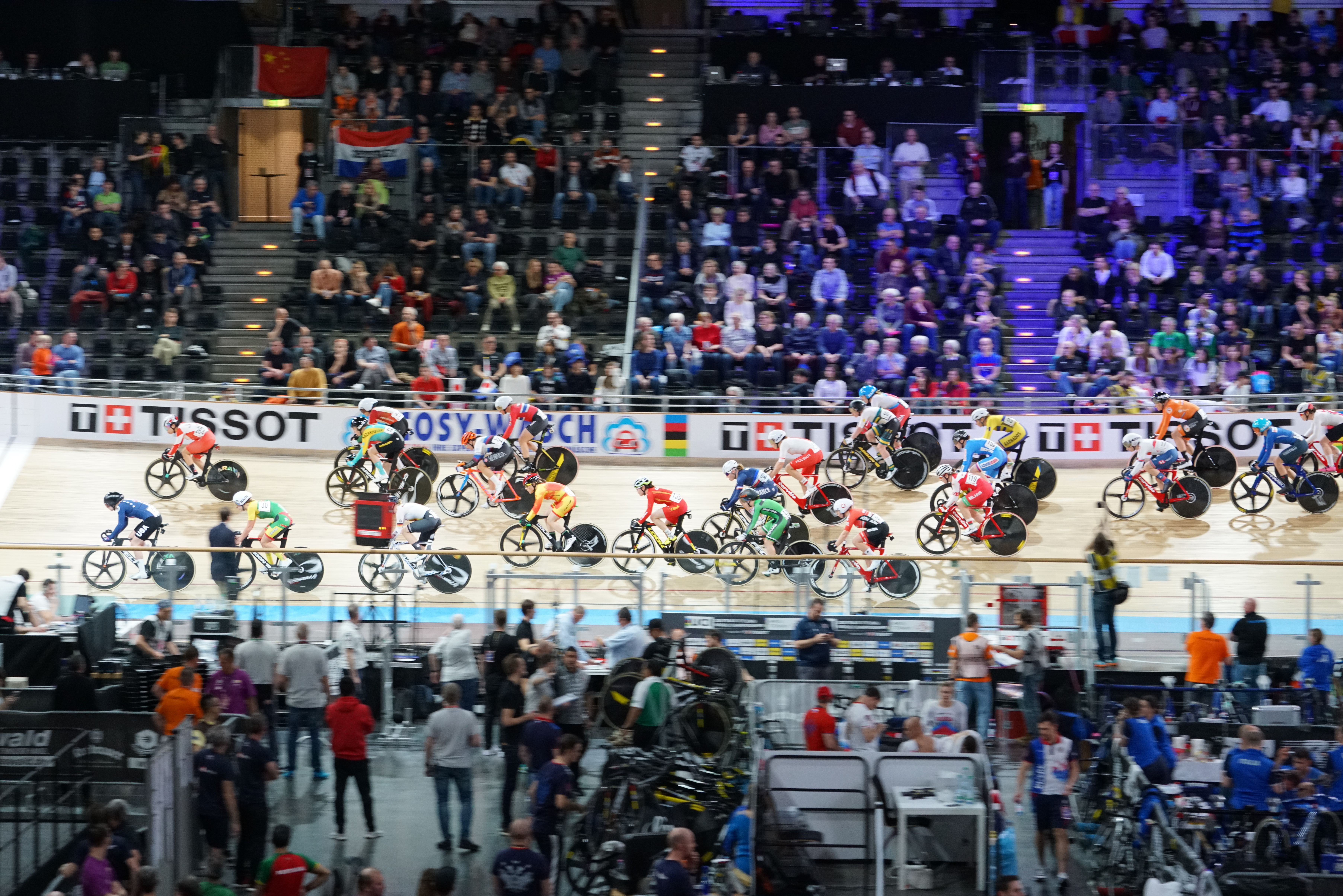
Scratch voor vrouwen tijdens het wereldkampioenschap baanwielrennen in 2020.

Scratch is een onderdeel in het baanwielrennen. Het onderdeel staat sinds 2002 op het programma, toen de UCI dit onderdeel toevoegde. Een scratch-race bestaat bij de mannen uit een gezamenlijke race over 15 kilometer, en bij de vrouwen over 10 kilometer. Wie het eerst over de finish komt, is de winnaar, en veelal bestaat de tactiek eruit om een ronde voorsprong te pakken op het peloton. Anders dan bij andere onderdelen is dit ook echt een volle ronde voorsprong. Als er meer renners een ronde voorsprong pakken leidt dit soms tot onduidelijke situaties in de groep wie er precies voorop liggen. Een renner die door het peloton op een ronde wordt gezet, wordt uit de race genomen. Dit onderdeel komt het dichtst bij het wegwielrennen.
De scratch is een van de onderdelen van het onderdeel omnium. Op kampioenschappen is dit altijd het eerste onderdeel.